# Hermann Killisch von Horn

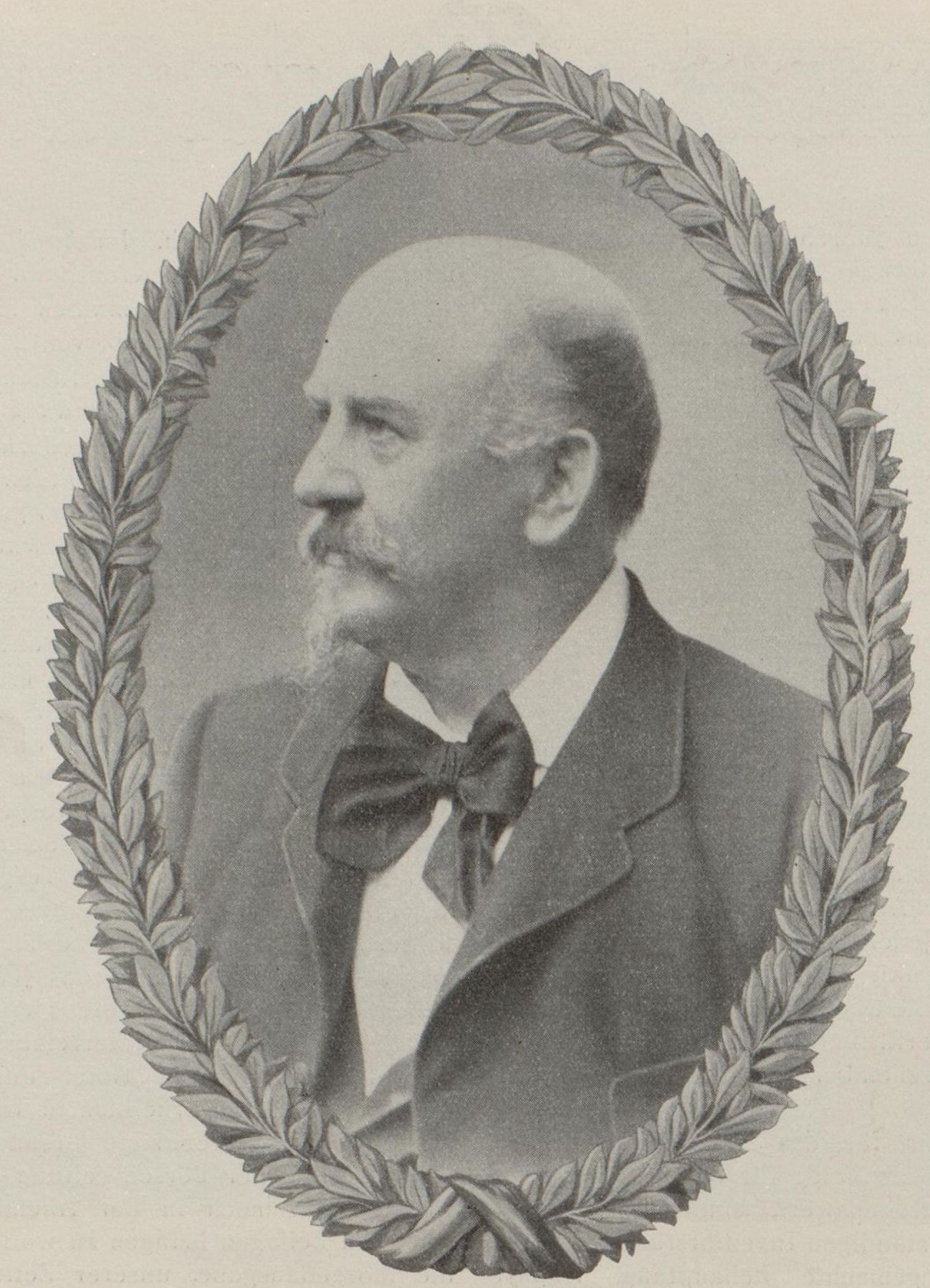
Hermann Killisch von Horn

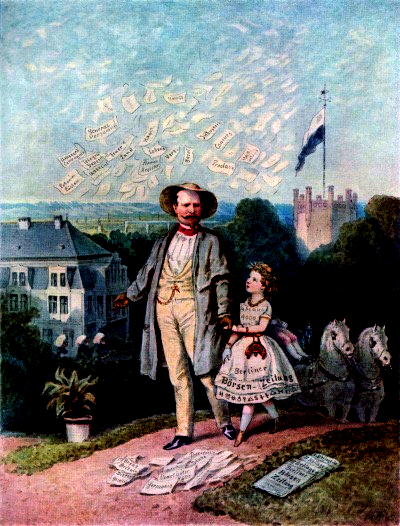
Hermann Killisch-Horn in dem nach seinen Vorstellungen von Wilhelm Perring angelegten Landschaftsgarten in Pankow, 1865, Gemälde von Theodor Hosemann

Hermann Killisch von Horn (* 15. Juli 1821 in Bromberg (Preußen); † 23. November 1886 in Berlin, auch: Hermann von Killisch-Horn oder Hermann Killisch-Horn, geboren als Theodor Hermann Karl Julius Killisch) war ein deutscher Journalist, Verleger und Begründer der Berliner Börsen-Zeitung.

## Familie
Hermann Killisch wurde als eines von insgesamt sechzehn Kindern des königlich-preußischen Kanzleirates Johann Killisch (* um 1770; † 1868 in Berlin) und dessen Ehefrau Friederike Charlotte Luise, geborene Möhlis, geboren. Die Familie wohnte nun in der Umgebung von Berlin. Ab dem Jahr 1849 wurde Hermann von Horn im Berliner Adressbuch für Berlin und dessen Umgebung unter dem Namen v. Killisch, H. geführt. Erst im Jahr 1852 wurde er nachweislich von dem als Partikulier bezeichneten Adligen Leutnant a. D. Friedrich Otto Leopold von Horn (19. Juli 1794–1. Oktober 1854) aus dem vorpommerschen Uradel von Horn auf Ranzin adoptiert und erhielt so das Recht, dessen Familiennamen Horn zu führen. Eine Erhebung in den Adelsstand war damit jedoch nicht verbunden. Weil er nicht auf seinen wirklichen Familiennamen verzichten wollte, fügte er seinen neuen Nachnamen an.
Nur zwei Monate nach der vollzogenen Adoption, am 27. Oktober 1852, heiratete Hermann Killisch-Horn in Berlin die aus wohlhabendem Hause stammende Kaufmannstochter Marie Antonie Weigel aus Magdeburg. Zwischen 1853 und 1855 war er im Allgemeinen Wohnungs-Anzeiger nebst Adreß- und Geschäftshandbuch für Berlin, dessen Umgebungen und Charlottenburg als H. v. Killisch-Horn eingetragen und es lässt sich feststellen, dass die Familie mehrfach ihre Wohnung wechselte. Ab dem Jahr 1856 trug er den Namen Hermann Killisch von Horn.
Das Ehepaar bekam mindestens sieben Kinder, möglicherweise neun, von denen zwei früh verstorben sein könnten, Kurt (31. August 1856–15. April 1915), Georg (* 1. Juli 1859–?), Elsbeth, gen. „Else“ (* 12. Oktober 1860), Arnold (* 19. Juni 1862), Gertrud (* 18. April 1864), Erich (* 8. Oktober 1865) und Günther (* 16. Mai 1870).

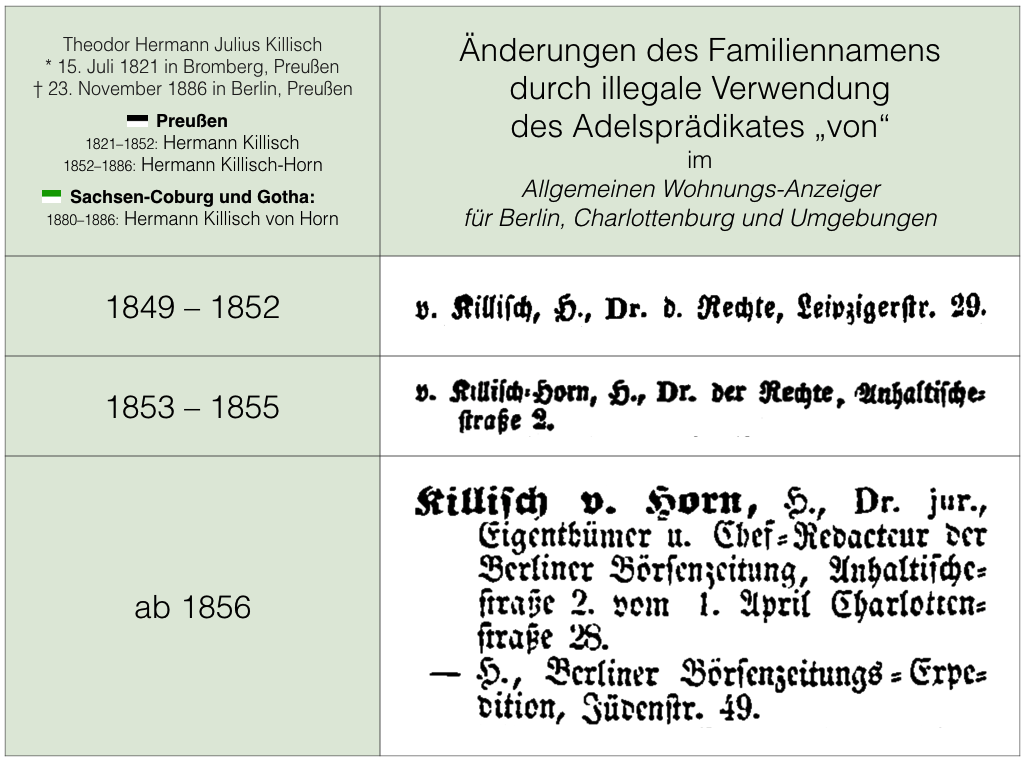
Illegale Verwendung eines Adelsprädikats durch Hermann Killisch bzw. Hermann Killisch-Horn

Im Jahr 1867 konstatierte der Berliner Polizeipräsident in einem Schreiben an den Oberpräsidenten der preußischen Provinz Brandenburg, „daß [...] der Eigenthümer der Börsen-Zeitung sich vor mehreren Jahren [...] von einem unbemittelten Manne, Namens von Horn, adoptieren ließ, offenbar in der Absicht, dadurch den Adelsstand zu gewinnen. Obschon ihm nur die Führung des Namens Killisch-Horn gestattet worden, versucht er unausgesetzt, den Namen Killisch von Horn in Gebrauch zu bringen“. Erst im Jahr 1880 wurde der angestrebte Adelsstand Killisch-Horns Realität. Am 30. Januar 1880 erteilte ihm Herzog Ernst II. von Sachsen-Coburg und Gotha auf Antrag unter Bezug auf die 1852 erfolgte Adoption die Genehmigung zur Annahme des Familiennamens von Horn. Dies galt für das Herzogtum Sachsen-Coburg und Gotha, nicht jedoch für Preußen, wo Killisch-Horns diesbezügliche Anträge abgelehnt worden waren. Dort entschied erst ein Urteil des Berliner Kammergerichts vom 2. Mai 1904 in einer vergleichbaren Sache zugunsten der Anerkennung eines fremdstaatlichen Freiherrendiploms durch das Königreich Preußen. Da jedoch war Hermann Killisch-Horn bereits seit knapp zwei Jahrzehnten verstorben, seine hinterbliebene Familie profitierte nun davon.
Die meiste Zeit seines Lebens hatte Killisch-Horn mit ungeheurem Aufwand darum gekämpft, sich und seiner Familie einen Adelstitel zu verschaffen. Bei Berücksichtigung, dass ein Mann im Königreich Preußen und im späteren deutschen Kaiserreich nur etwas galt, wenn er entweder Militär oder von Adel war, lässt sich Killisch-Horns angestrengtes Bemühen heute deutlich besser nachvollziehen. Es bleibt festzustellen, dass Killisch-Horn – nur diesen Familiennamen durfte er in Preußen ab 1852 bis zu seinem Tod legal führen – spätestens ab 1849 unrechtmäßig mit einem von im Familiennamen operiert hat. Nur im Herzogtum Sachsen-Coburg und Gotha konnte er während seiner letzten sechs Lebensjahre ein teuer erkauftes von geltend machen.

## Ausbildung
Nach dem Besuch der Schule und des Gymnasiums seiner Heimatstadt kam Hermann Killisch im Jahr 1839 nach Berlin, um an der Friedrich-Wilhelms-Universität Philosophie und Rechtswissenschaft zu studieren. Während seines Studiums knüpfte er erste Kontakte zu Presse und Politik. Etwa 1840/41 lernte er den Gutsbesitzer, Bankgründer und Publizisten Ernst von Bülow-Cummerow kennen. Diesem las Killisch zeitweise vor. Daraus entwickelte sich, dass er auch von Bülow-Cummerows umfangreiche Korrespondenz unter anderem mit der Presse erledigte und dessen mündlich geäußerte Formulierungen und Textideen in eine veröffentlichungsreife Form brachte.
Durch von Bülow-Cummerow gefördert, betätigte sich Killisch in der Folge journalistisch und arbeitete unter anderen für die Vossische Zeitung. In den Revolutionsjahren 1848/49 firmierte Killisch zudem als Berlin-Korrespondent der Kölnischen Zeitung und schrieb, ganz auf der Linie Bülow-Cummerows, über die Steueropposition des Landadels und gegen den Berliner Bankier David Hansemann, blieb daneben jedoch politisch passiv. Nach seinem Studienabschluss und seiner Promotion zum Doktor der Rechte war er zeitweilig als (unbezahlter) Auskultator am Berliner Stadtgericht tätig.

## Beruflicher Aufstieg
Im Alter von 33 Jahren gründete er im Jahr 1855 die Berliner Börsen-Zeitung, welche Otto von Bismarck angeregt hatte, um die prosperierende Börse, den Handel und die Industrie Preußens fortan publizistisch zu begleiten und zu fördern. In der Folge wurde Killisch-Horn mit seinem Blatt wiederholt auf Gemälden und Zeichnungen abgebildet, mal war die Zeitung als kleines Baby versinnbildlicht, das von Killisch-Horn die Milch erhält, mal als junges Mädchen, das er an der Hand führt. 1865 malte ihn beispielsweise Theodor Hosemann in dieser Weise.
Im Jahr 1868 entließ Killisch-Horn die bisherige Wochenbeilage seiner Berliner Börsen-Zeitung, den Berliner Börsen-Courier, der sich mittlerweile ein eigenes Profil erarbeitet hatte, in die Selbständigkeit. Der wachsende Pressemarkt konnte angesichts der Börsenentwicklung ein weiteres derartiges Blatt brauchen.
Killisch besuchte seit den 1850er Jahren bis zu seinem Tod 1886 regelmäßig als Journalist die Berliner Börse, um dort seine bald schon als klassisch geltenden Marktberichte zu verfassen. Er kam dort bereits früh mit dem Berliner Bankier Gerson von Bleichröder in Kontakt. Aus den späten 1870er und frühen 1880er Jahren ist eine relativ umfangreiche Briefkorrespondenz zwischen den beiden erhalten geblieben, die zeigt, dass Killisch Bleichröder immer wieder vor der Börse in seinem Bankhaus aufsuchte, um sich dort mit exklusiven Informationen durch den Bankier versorgen zu lassen.
Ab September 1875, den Jahren der wirtschaftlichen Depression nach dem Gründerkrach, führte ein Artikel Killischs an der Berliner Börse zu einer ausgesprochenen Missstimmung gegen den Besitzer der Börsen-Zeitung. Am Vortag hatten während des Börsenhandels Gerüchte kursiert, wonach das gesamte Direktorium der Disconto-Gesellschaft verhaftet worden sei, ein Manöver, mit dem der Kurs der Disconto-Commandit-Anleihe heruntergedrückt werden sollte. Gleichzeitig hatten Unbekannte rote Handzettel im Börsengebäude zirkuliert, die mit ihrem antisemitischen Inhalt jüdische Börsenbesucher, allen voran Bleichröder und Hansemann, dem Spott der Börse preiszugeben suchten. Killisch hatte die Geschehnisse daraufhin in einem zornigen Artikel aufgegriffen (BBZ, Nr. 418, 9. September 1875, S. 1), in dem er davor warnte, dass durch derartige Methoden „die letzte Spur von Vertrauen“, die im Publikum noch gegenüber der Börse bestehe, untergraben werde, und in dem er der Befürchtung Raum gab, „dass man damit den Hass gegen die Börse und, fügen wir nur noch offen hinzu, gegen das Judenthum in Kreise hineinzutragen beginnt, aus denen der Rückschlag die ganzen Veranstalter in einer ihnen voraussichtlich sehr unerwarteten Weise treffen dürfte.“ Als Killisch nach Veröffentlichung des Artikels das Börsengebäude aufsuchte, sah er sich von einer größeren Anzahl Börsenbesucher umringt, die ihn, laut auf sein Blatt schimpfend, aus dem Börsensaal vertrieben.
Mit seiner Arbeit und den guten Kontakten zu Bankiers war Killisch-Horn zu einigem Vermögen gelangt, so dass er Wohngebäude und Landflächen in Berlin erwerben konnte.

## Private Investitionen
Im Jahr nach der Zeitungsgründung, 1856, erwarb Killisch-Horn im Westen des nördlich Berlins gelegenen Straßendorfes Pankow für 18.000 Taler ein rund 2,5 Hektar großes Areal mit Wassermühle, die zeitweise als Papiermühle gedient hatte. Verkäufer war Carl Kühn, ein Buchbinder, Druckereibesitzer und Verleger aus Berlin, der die Berliner Börsen-Zeitung anfangs druckte. Killisch-Horn begann in den Folgejahren, die Mühle zu einem Herrenhaus aus- und umzubauen sowie einen Landschaftsgarten anzulegen. Zwischen 1863 und 1864 erwarb er weitere angrenzende Ländereien, die sein Anwesen auf rund 10 Hektar vergrößerten. Im Jahr 1868 stellte er Wilhelm Perring (1838–1906) als Obergärtner an, mit dessen Hilfe er einen ansehnlichen Landschaftsgarten nach englischem Vorbild schuf. Dieser umfasste schließlich aufgeschüttete Hügel, seltene Bäume und Pflanzen, Wohn- und Wirtschaftsgebäude inklusive einer Meierei, einer Orangerie, einer Fasanerie, einer unterirdischen Grotte mit Zugang zur Panke, eines indisch inspirierten Tempels, Gewächshäusern, einer kleinen Burg nebst Burgturm mit Zinnen und Fahnenmast für die preußische Flagge, außerdem einige kleinere Pavillons innerhalb der Parkanlage, viele Steinskulpturen und einige Steinsitzbänke, Brücken sowie einen 1860 nach italienischem Vorbild im Stil der Neorenaissance gestalteten dreiteiligen Torbogen als Eingangsportal.
Sechs seiner Kinder wurden im Herrenhaus des Killisch von Horn-Parks geboren. Seine beiden Töchter ließ Killisch-Horn in Stein meißeln, ihnen gilt eine im Park aufgestellte Mädchenskulptur. Der ländliche Zweitwohnsitz bildete einen Rückzugsort gegenüber dem Arbeitsleben in Berlin. Dennoch war ein Teil der Parkanlage dezidiert für die Pankower und Besucher geöffnet. Der Killisch von Horn-Park ging in der ersten Dekade des 20. Jahrhunderts im heutigen Bürgerpark Pankow auf.

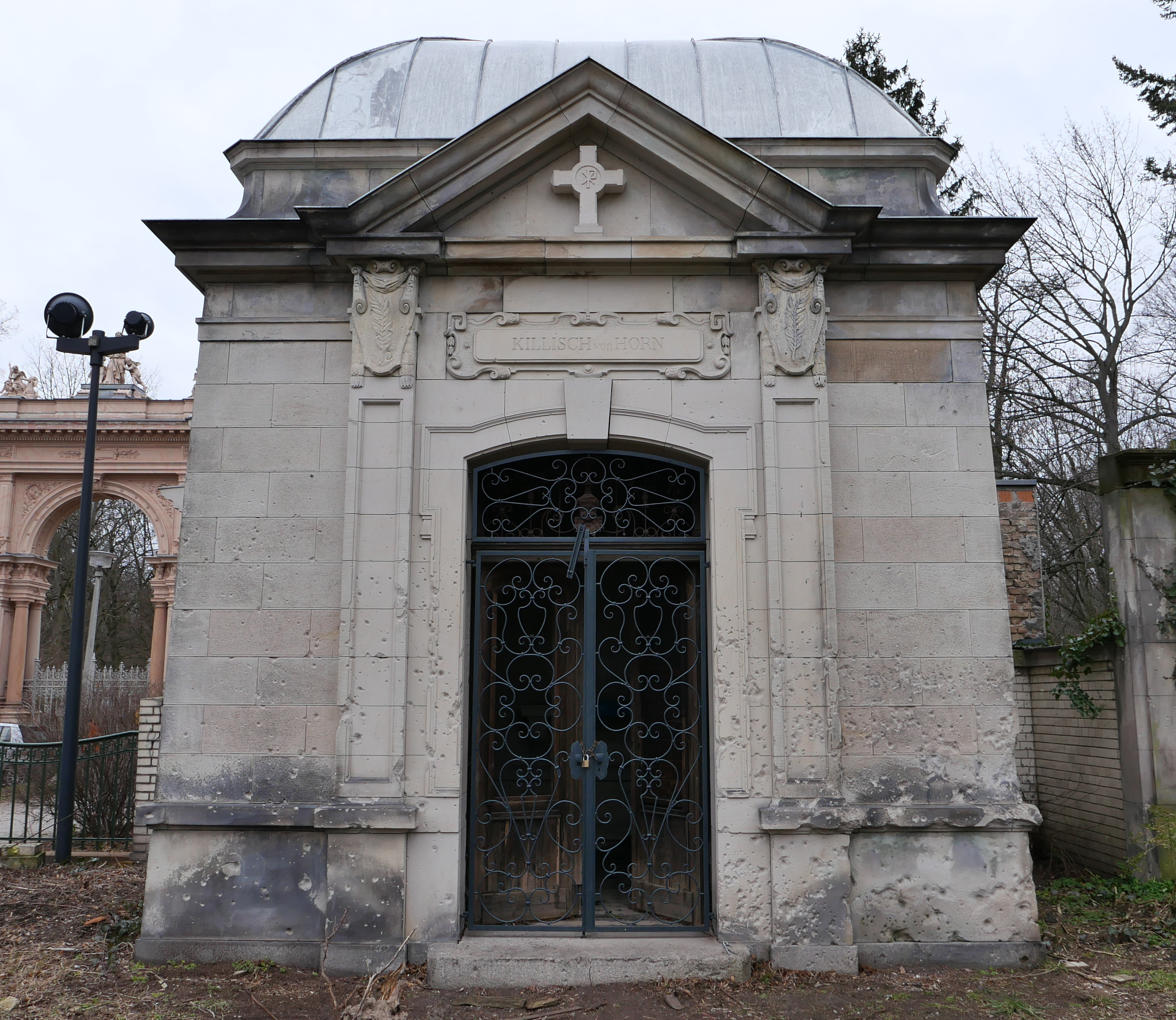
Das Mausoleum, das von Einschusslöchern aus den Tagen der Befreiung Berlins durch die Rote Armee 1945 übersät ist.

Kurz nach der Reichsgründung, zwischen 1871 und 1873, erwarb Killisch von Horn ein ehemaliges Rittergut und ein aus dem 11. Jahrhundert stammendes Schloss in Dubraucke bei Döbern in der Provinz Brandenburg. In der brandenburgisch-preußischen Niederlausitz erwarb er darüber hinaus bis 1876 fünf weitere Rittergüter, die seinen Söhnen zufallen sollten. Dies waren die beiden zusammen betriebenen Güter Horlitza und Reuthen, Gut Klein Loitz, Gut Tschernitz und Gut Wadelsdorf. Auf dem Areal seines Rittergutes Reuthen ließ er sich ab 1874 von seinem Landschaftsgärtner Wilhelm Perring einen 38 Hektar umfassenden Landschaftsgarten mit See und Insel gestalten, der dem kleineren Killisch von Horn-Park in Pankow ähnlich war. Über die Einzelnachweise sind aktuelle Fotos des Gutsparks Reuthen abrufbar.
Hermann Killisch-Horn war ein Liebhaber von Orchideen, lief sehr gern durch seinen Landschaftspark und besaß eine umfängliche Münzkollektion. Er verstarb im Alter von 65 Jahren in Berlin überraschend an Diabetes. Seine Ehefrau ließ ihm durch Christian Friedrich Malingriaux ein Mausoleum errichten, das direkt an der Grundstücksgrenze seines Landschaftsgartens in Pankow positioniert wurde. In ihn hatte er sehr viel Engagement, Zeit und Geld investiert. Das Mausoleum besteht noch heute, der Sarkophag ist jedoch nicht mehr an seinem Platz. Killisch-Horn hatte in seinem Landschaftsgarten in Reuthen bereits ein erheblich größeres Mausoleum für seine letzte Ruhe errichten lassen, dieses blieb jedoch ungenutzt.

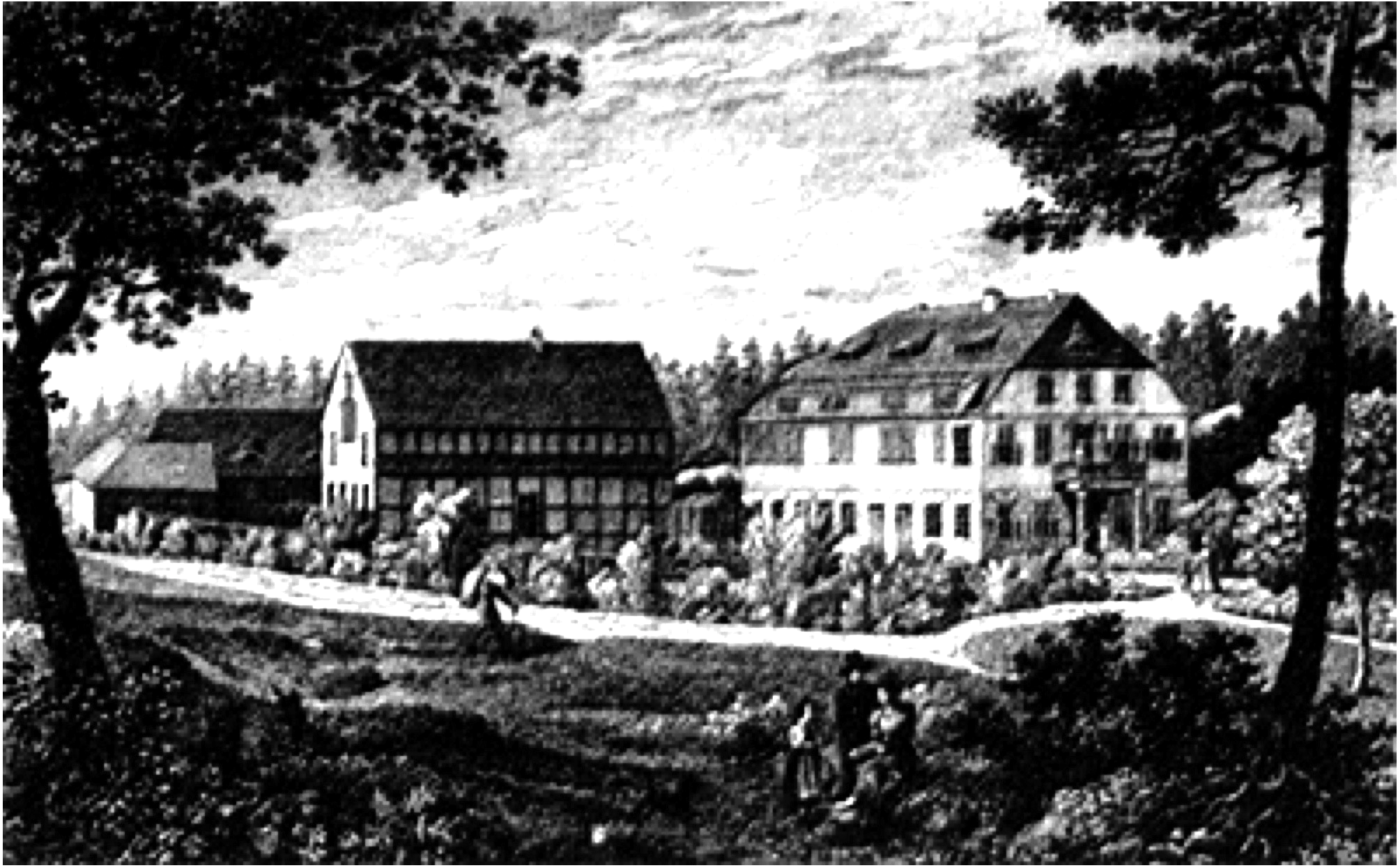
Herrenhaus (rechts) und Wirtschaftsgebäude sowie Familienmitglieder im Killisch von Horn-Park in Pankow, um 1865
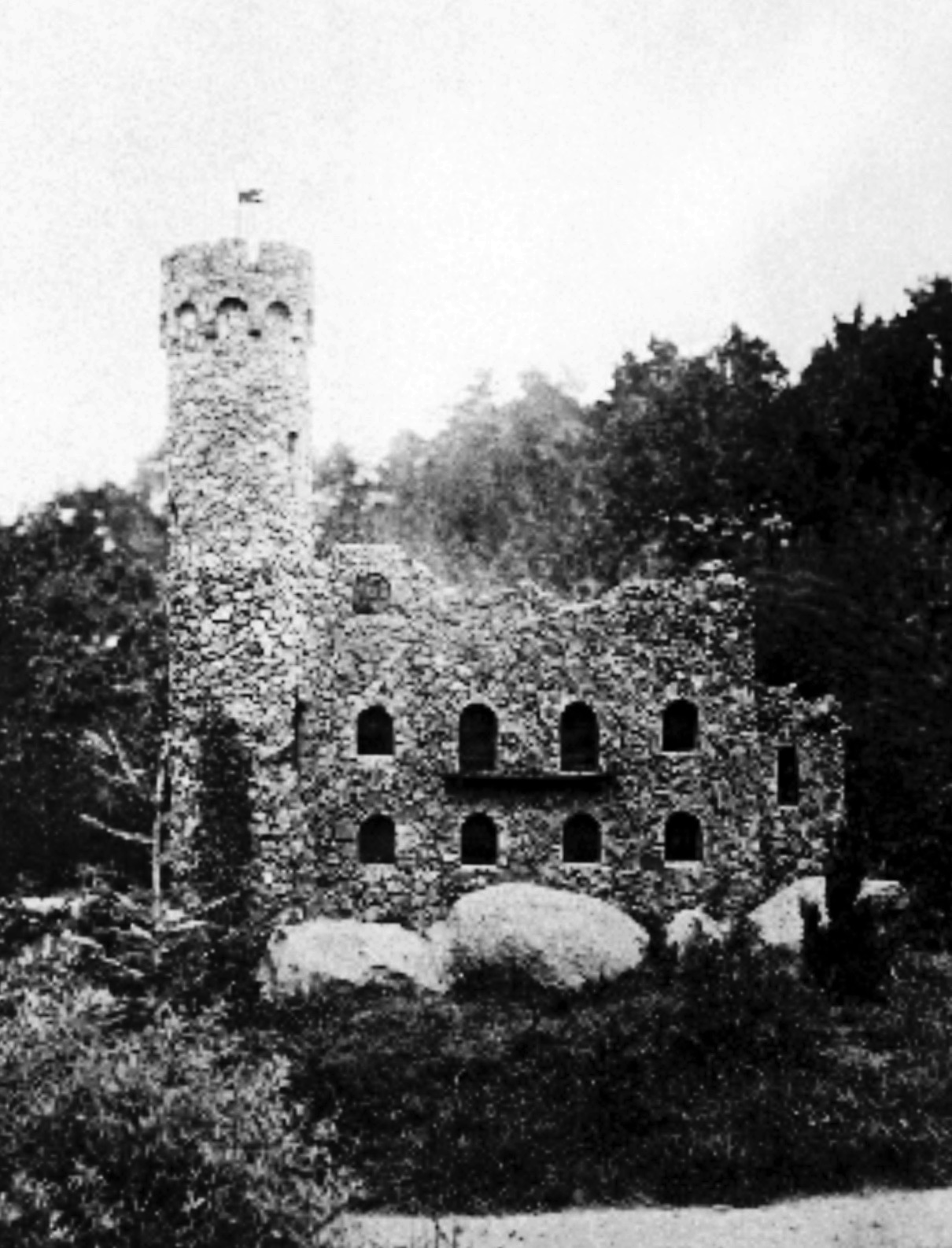
Burg mit Burgturm im Killisch von Horn-Park in Pankow, um 1900
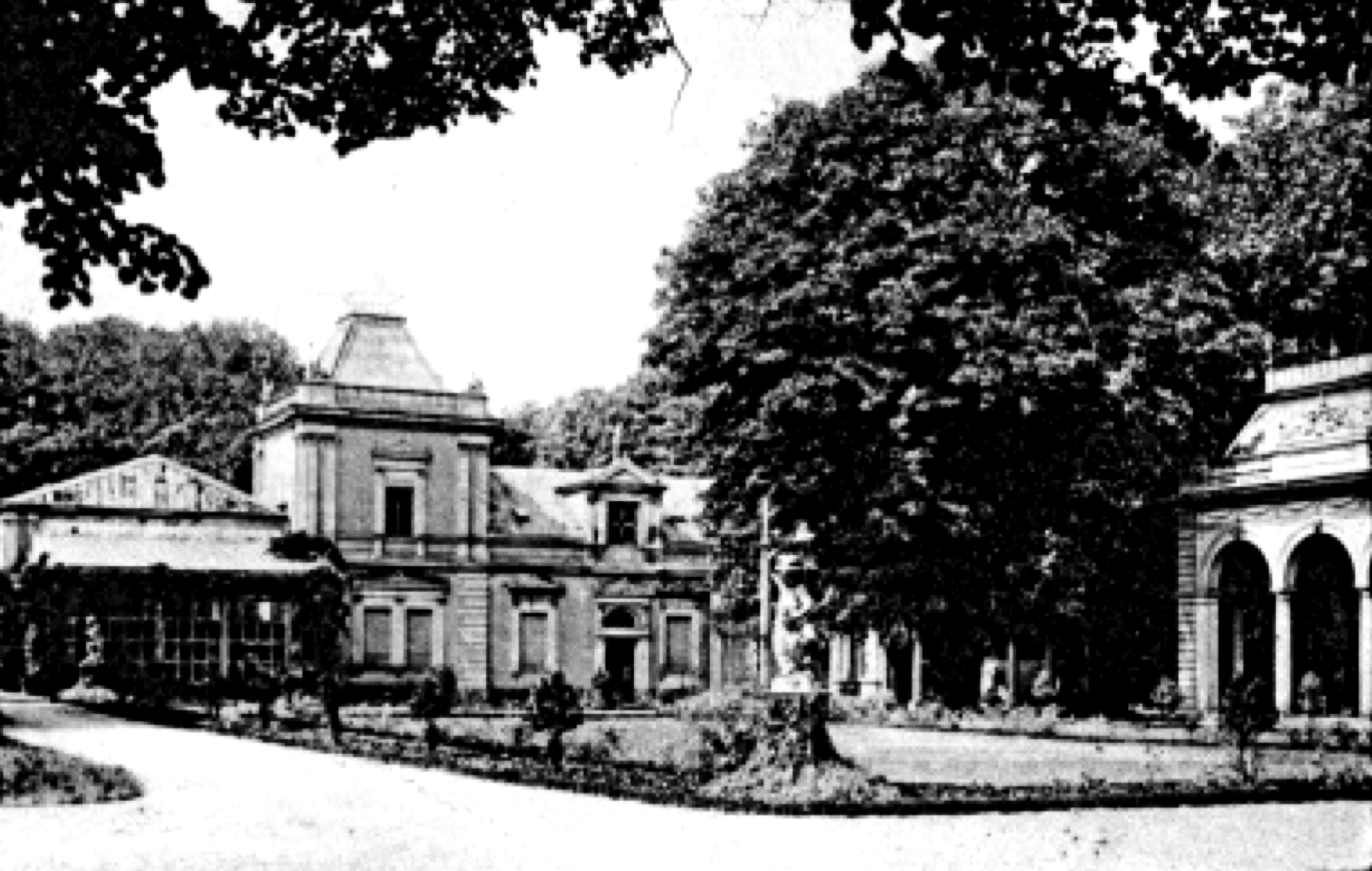
Haus des Obergärtners Wilhelm Perring im Killisch von Horn-Park in Pankow, um 1900
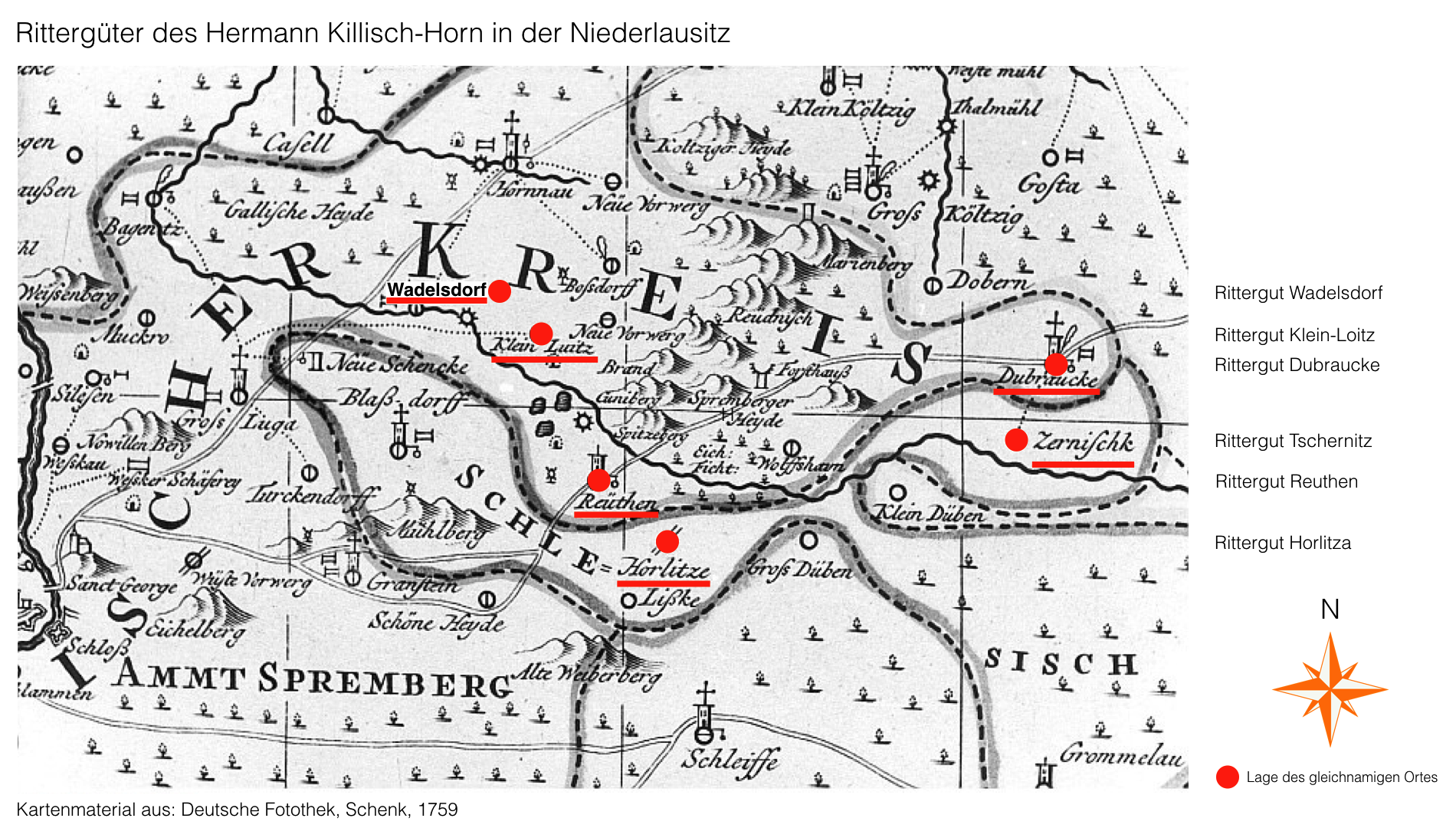
Lage der Rittergüter des Hermann Killisch-Horn in der Niederlausitz, Provinz Brandenburg, Preußen
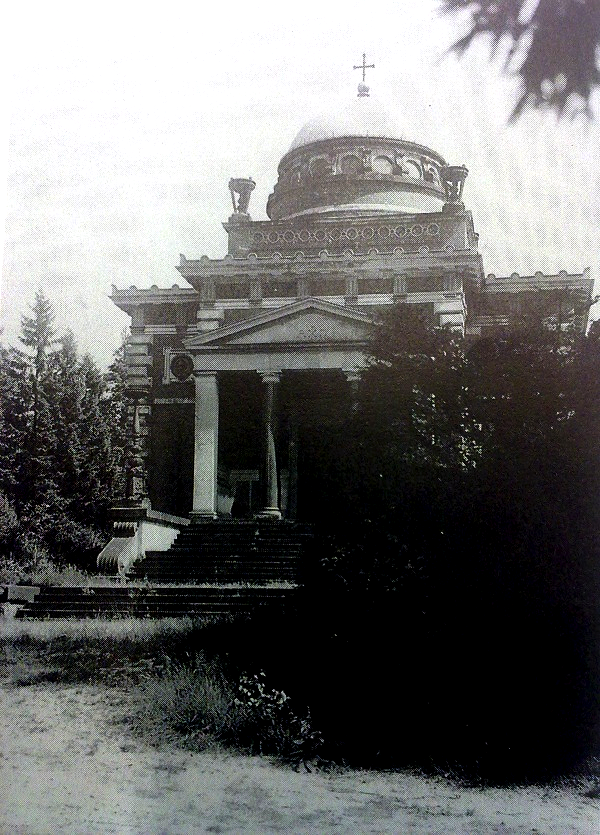
Nicht genutztes Mausoleum des Hermann Killisch-Horn auf dem Areal des Rittergutes Reuthen in der Provinz Brandenburg, Preußen, um 1900
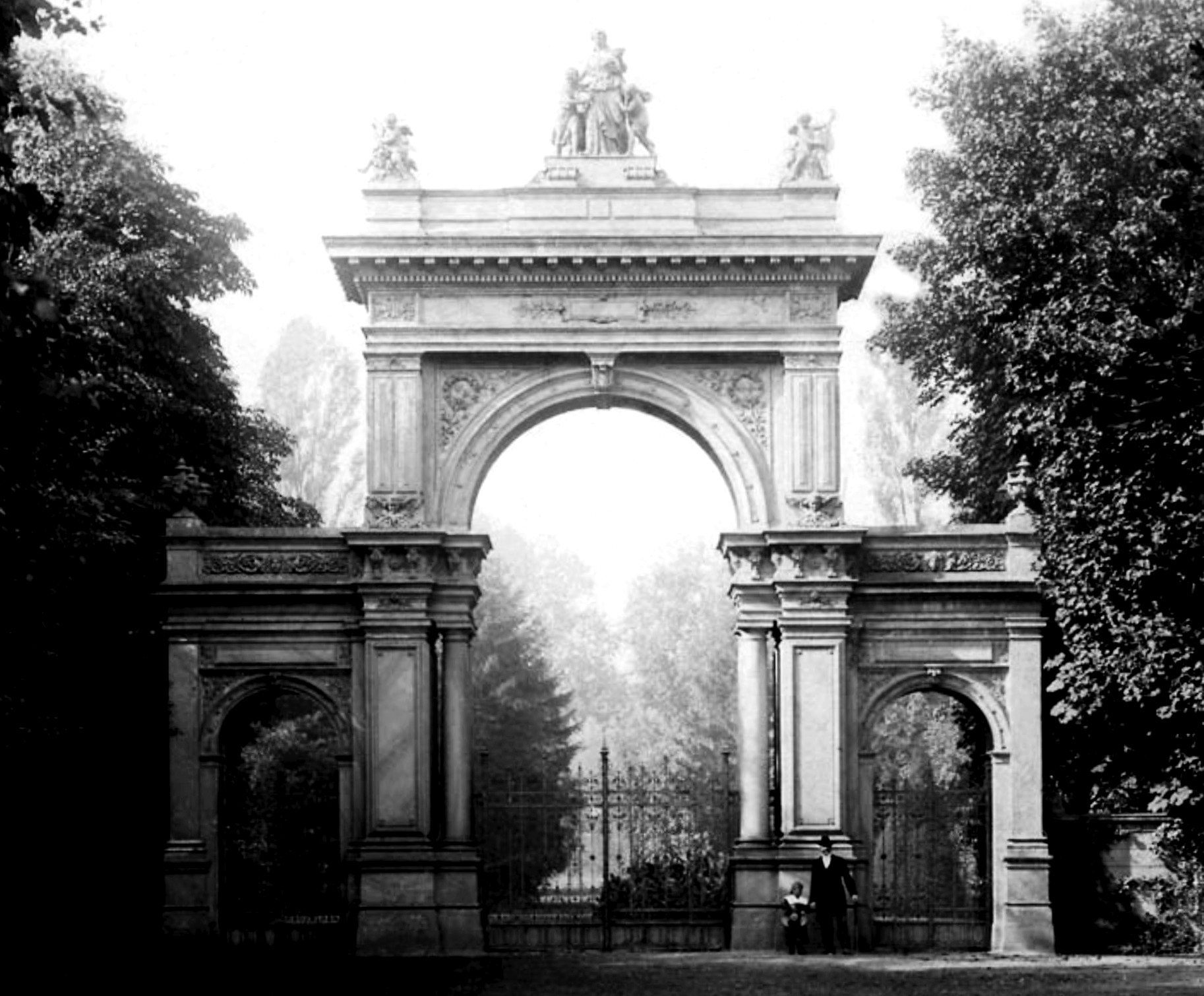
Eingangsportal im Stil der Neorenaissance im Killisch von Horn-Park in Pankow, um 1900, inzwischen ein Markenzeichen des Pankower Bürgerparks

## Ehrung
Im Berliner Ortsteil Pankow wurde der Killisch-von-Horn-Weg nach Hermann Killisch-Horn benannt. Er mündet direkt auf den einstigen Killisch von Horn-Park, den heutigen Bürgerpark.